# Tinodes dives
Tinodes dives är en nattsländeart som först beskrevs av Francois Jules Pictet de la Rive 1834.  Tinodes dives ingår i släktet Tinodes och familjen tunnelnattsländor.

## Underarter
Arten delas in i följande underarter:
- T. d. consiglioi
- T. d. jeekeli